# منطقة آلتنكيرشن
مِنطقَة ألتِنكِرشِن (بالأَلمانِيَّة: Landkreis Altenkirchen) هي دائِرَة أَلمانِيَّة تَّابعة لمُحافظة كُوبلنز في وِلاَية رَآيْنٌ لَانْد - بفَآلز في جُمهُوريَّة أَلمَانيَا الاِتّحاديّة. بمِساحة تُقَدَّر بحَوالَي 641,99 كم².

## وُصلات خارجيّة
- الصّفحة الرّسميّة لألتنكرشن (باللُّغَةُ الألمانِيّة).

## مَراجع
1. 1 2 3 4  GeoNames (بالإنجليزية), 2005, QID:Q830106
2. ↑  GeoNames (بالإنجليزية), 2005, QID:Q830106